# Jan Rabsztyński (marszałek)
Jan Rabsztyński herbu Topór (zm. 1505) – marszałek nadworny koronny (1502–1505), starosta sandomierski (1502–1505) i płocki (1502–1505). Syn Jana Rabsztyńskiego (zm. 1498/99) i Barbary z Woli Konińskiej herbu Rawicz (zm. 1509). Pozostawał w niedziale z bratem Andrzejem (zm. 1509), kanonikiem krakowskim, starostą płockim.